# Tri-Rail

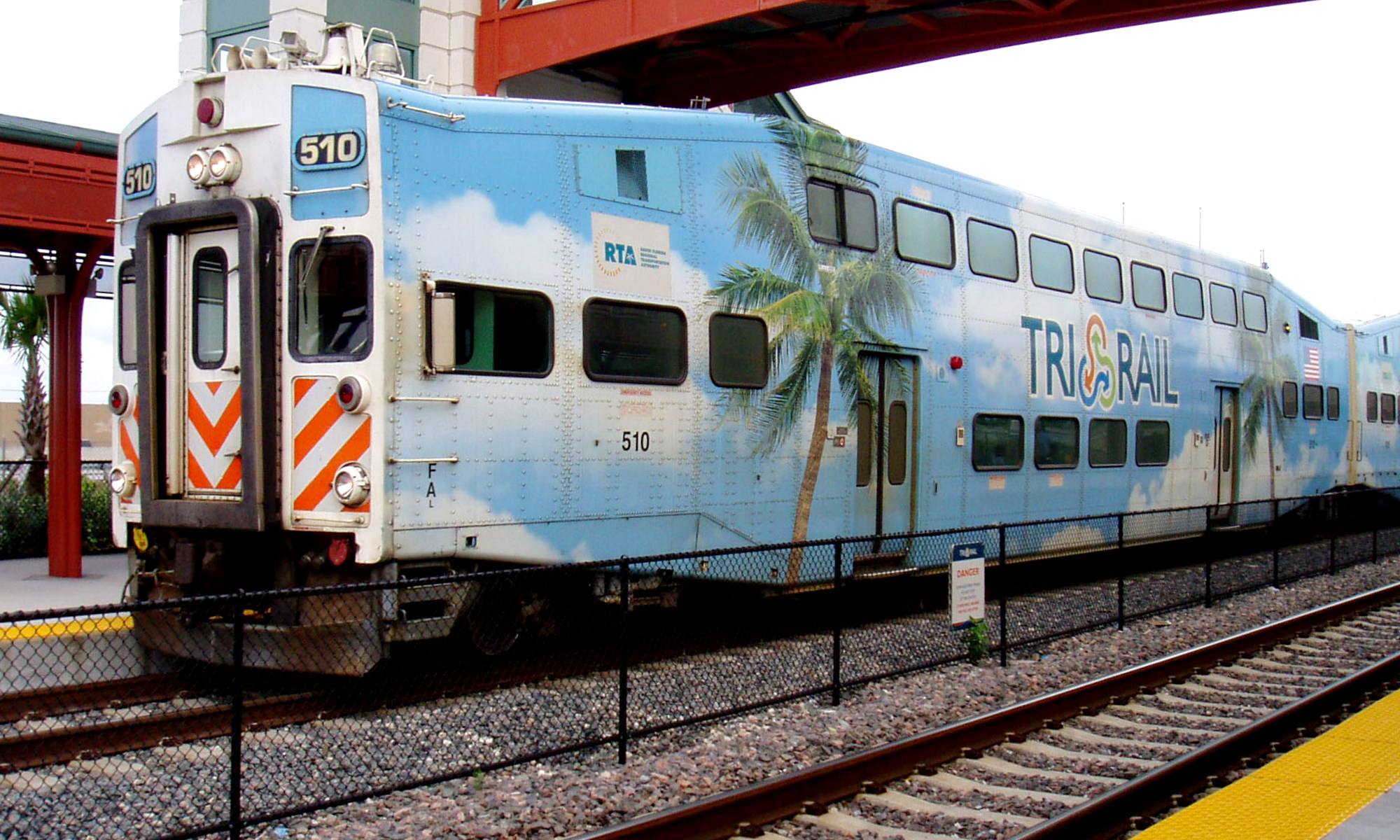
Un convoi du Tri-Rail.

Tri-Rail est une ligne ferroviaire régionale desservant Miami, Fort Lauderdale et West Palm Beach en Floride, aux États-Unis. Elle est exploitée par la South Florida Regional Transportation Authority (SFRTA). La ligne, longue de 114,1 km est composée de 18 gares le long des côtes du sud de la Floride. Elle fut mise en service en janvier 1989.

## Gares
La ligne Tri-Rail comporte 18 gares et traverse 3 comptés de la Floride.
| Zone | Comté      | Gare                                  | Correspondance(s) |
| ---- | ---------- | ------------------------------------- | --- |
| 1    | Palm Beach | Mangonia Park                         | Bus Palm Tran: 20, 31, 33 |
| 1    | Palm Beach | West Palm Beach                       | Amtrak: Silver Star, Silver Meteor Bus Palm Tran: 1, 2, 31, 40, 41, 42, 43, 44, 45, 49 Bus Tri-Rail Shuttle: WBP1 Bus City of West Palm Beach: Green Trolley Bus Greyhound Lines                                              |
| 1    | Palm Beach | Lake Worth                            | Bus Palm Tran: 61, 62 Bus Tri-Rail Shuttle: LKW1 |
| 2    | Palm Beach | Boynton Beach                         | Bus Palm Tran: 70, 71 |
| 2    | Palm Beach | Delray Beach                          | Amtrak: Silver Star, Silver Meteor Bus Palm Tran: 2, 70, 81, Downtown Roundabout Trolley |
| 3    | Palm Beach | Boca Raton                            | Bus Palm Tran: 2, 94 Bus Tri-Rail Shuttle: BR1 Bus City of Boca Raton: TPABS Shuttle, T-Rex Shuttle |
| 3    | Broward    | Deerfield Beach                       | Amtrak: Silver Star, Silver Meteor Bus Broward County Transit: 48 Bus Tri-Rail Shuttle: DB1, DB2 Bus Deerfield Beach Community Bus: 1                                                                                         |
| 3    | Broward    | Pompano Beach                         | Bus Broward County Transit: 34 Bus Tri-Rail Shuttle: PB1 |
| 4    | Broward    | Fort Lauderdale – Cypress Creek       | Bus Broward County Transit: 14, 60, 62 Bus Tri-Rail Shuttle: CC1, CC2, CC3 Bus Fort Lauderdale Sun Trolley: Uptown Link |
| 4    | Broward    | Fort Lauderdale – Broward Boulevard   | Amtrak: Silver Star, Silver Meteor Bus Broward County Transit: 9, 22, 81 Bus Tri-Rail Shuttle: FL1, FL2, FL3 Bus Fort Lauderdale Sun Trolley: Northwest Community Link, Neighborhood Link Bus Miami-Dade Metrobus: 95 Express |
| 5    | Broward    | Fort Lauderdale Airport – Dania Beach | Bus Broward County Transit: 4, 6, 15, 16, 595 Express Bus Tri-Rail Shuttle: FLA1, SFEC Shuttle Bus Dania Beach Community Bus: West Route                                                                                      |
| 5    | Broward    | Sheridan Street                       | Bus Broward County Transit: 12 Bus Tri-Rail Shuttle: SS1 Bus Miami-Dade Metrobus: 95 Express |
| 5    | Broward    | Hollywood                             | Amtrak: Silver Star, Silver Meteor Bus Broward County Transit: 7, 95 Express Bus Hallandale Community Bus: 3 Bus Hollywood Trolley: Train to Trolley Service                                                                  |
| 6    | Miami-Dade | Golden Glades                         | Bus Miami-Dade Metrobus: E, 22, 77, 155, 246, 277, 95 Express Bus Broward County Transit: 18, 441 Breeze, University Breeze Bus Greyhound Lines                                                                               |
| 6    | Miami-Dade | Opa-locka                             | Bus Miami-Dade Metrobus: 32, 42, 135 Bus Tri-Rail Shuttle: North Link, South Link |
| 6    | Miami-Dade | Metrorail Transfer                    | Miami-Dade Metrorail: Green Line Bus Miami-Dade Metrobus: L, 42 |
| 6    | Miami-Dade | Hialeah Market                        | Bus Miami-Dade Metrobus: J, 36, 132 |
| 6    | Miami-Dade | Miami International Airport           | Amtrak: Silver Star, Silver Meteor Miami-Dade Metrorail: Orange Line Bus Miami-Dade Metrobus: 7, 37, 42, 57, 110, J, 150, 238, 297 Metromover Bus Greyhound Lines                                                             |

## Matériel roulant

### Locomotives

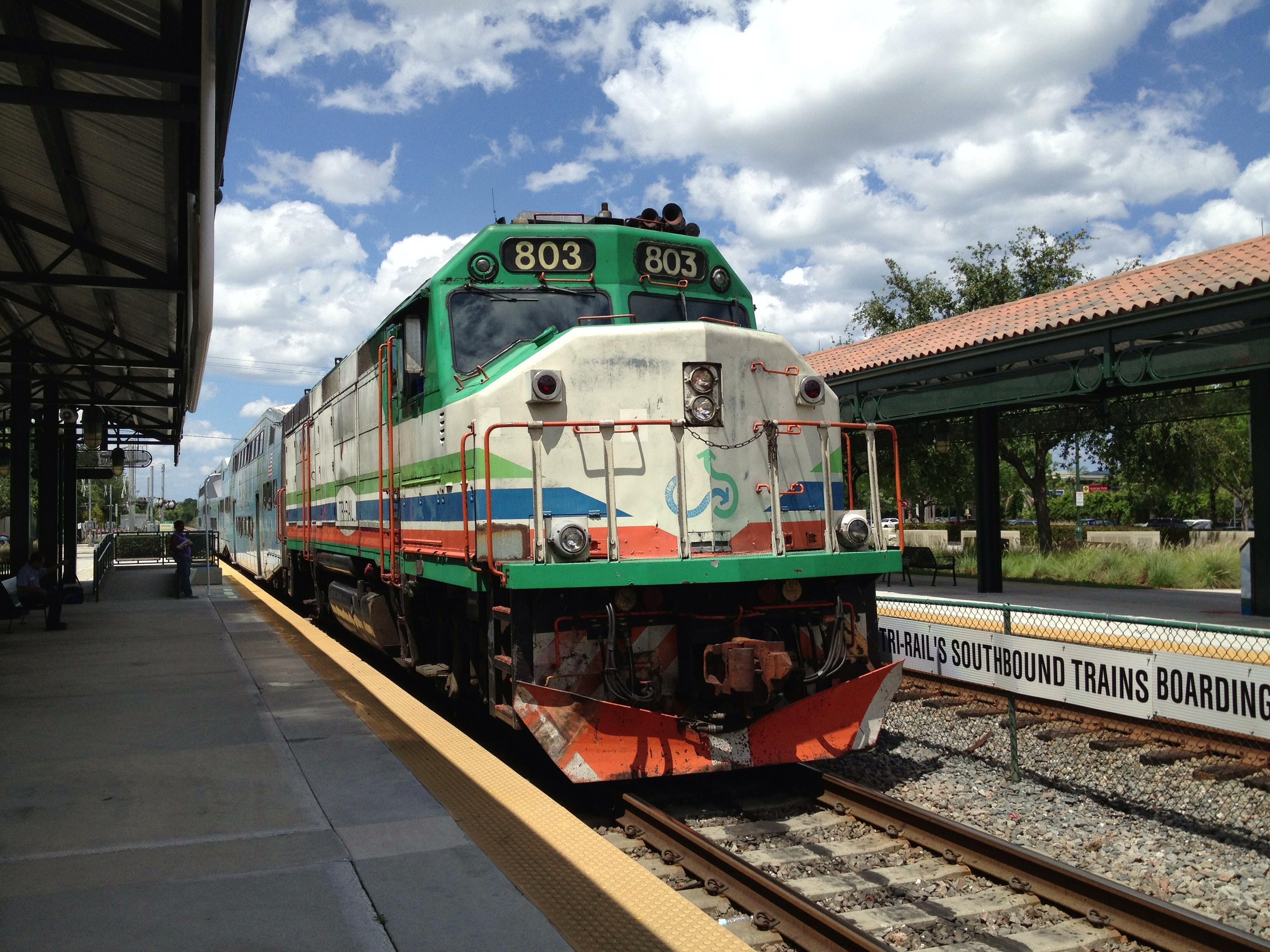
Locomotive M-K F40PHL-2 à Deerfield Beach
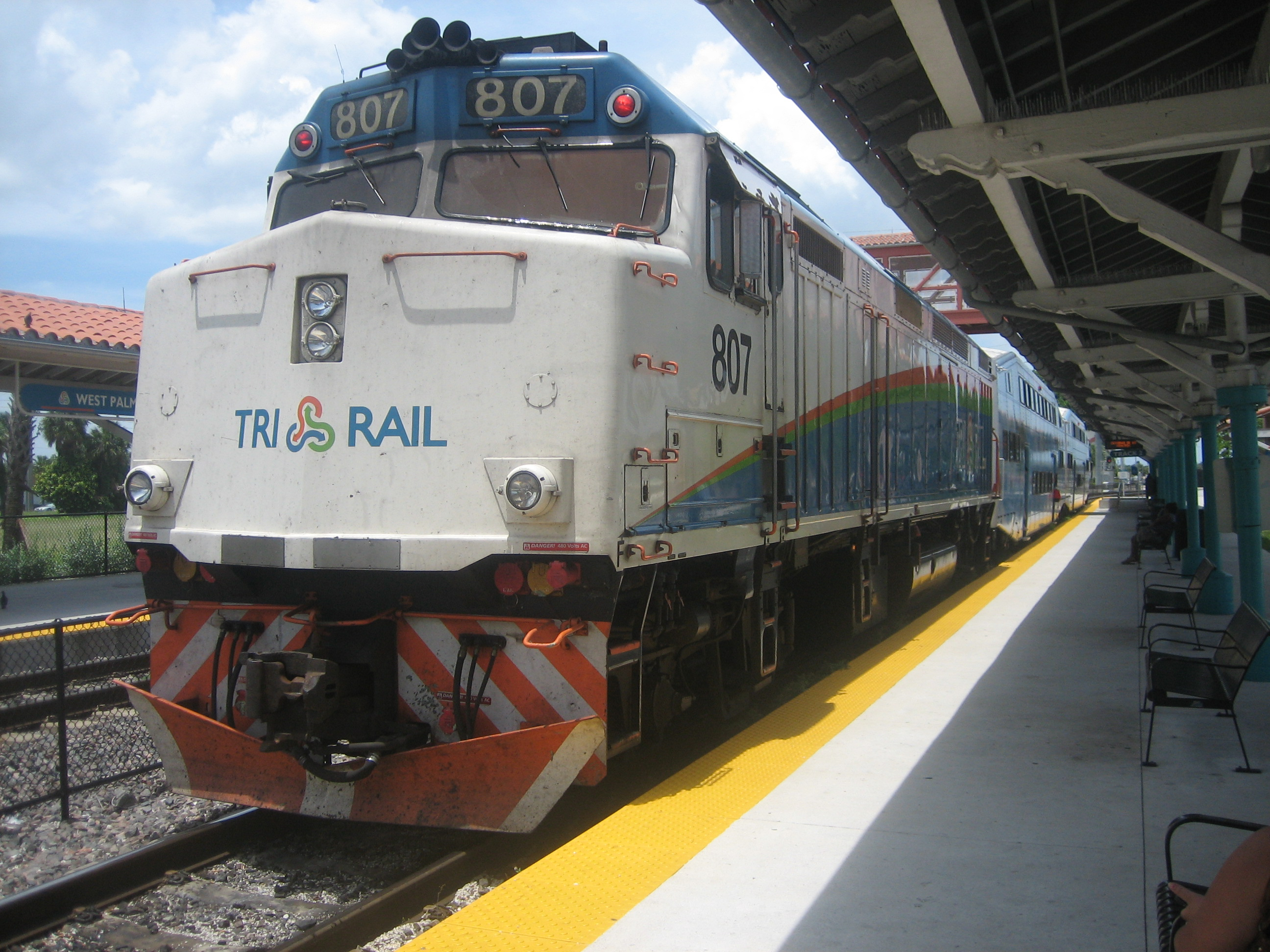
Locomotive EMD F40PH à West Palm Beach
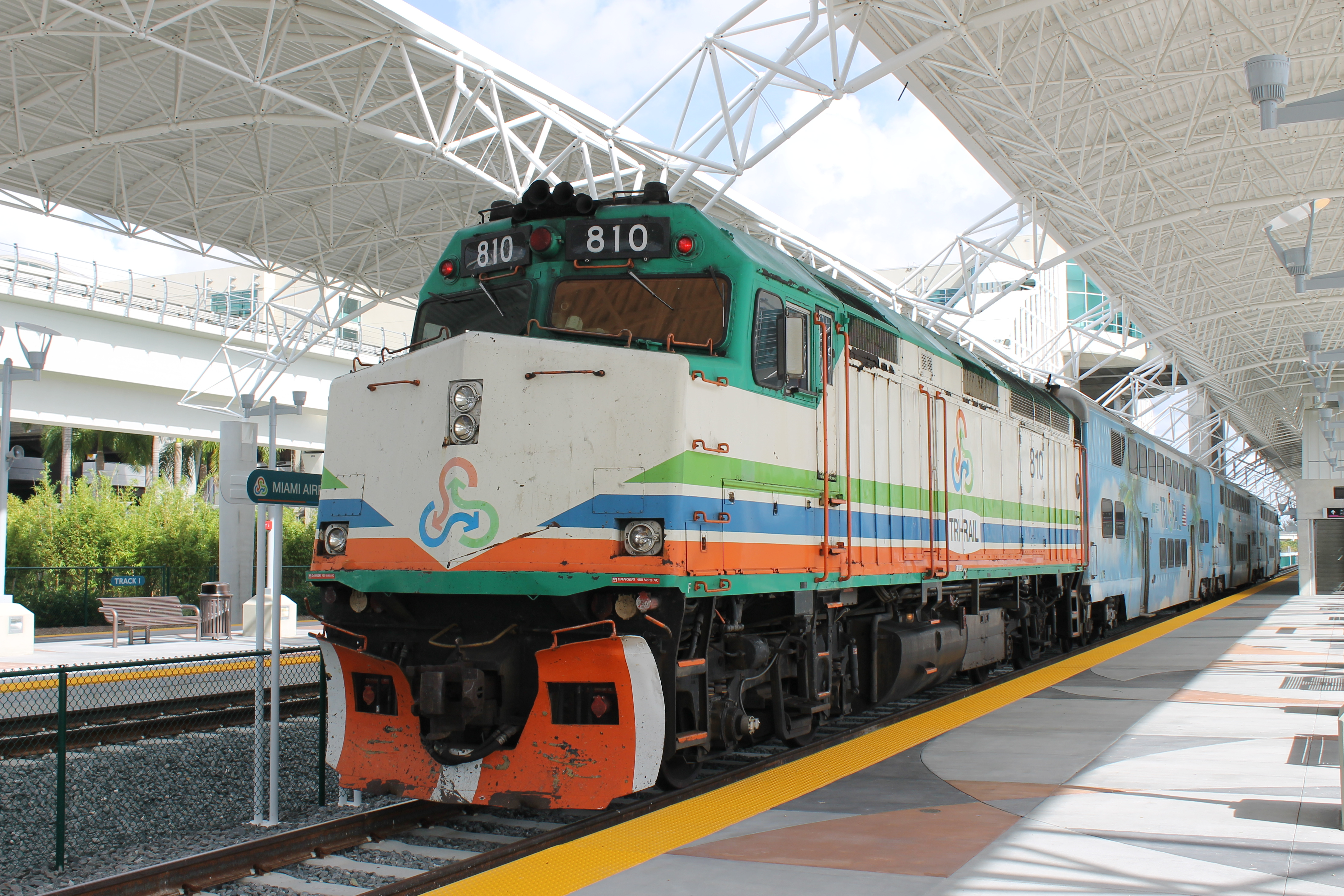
Locomotive MPI F40PH-2C à Miami International Airport
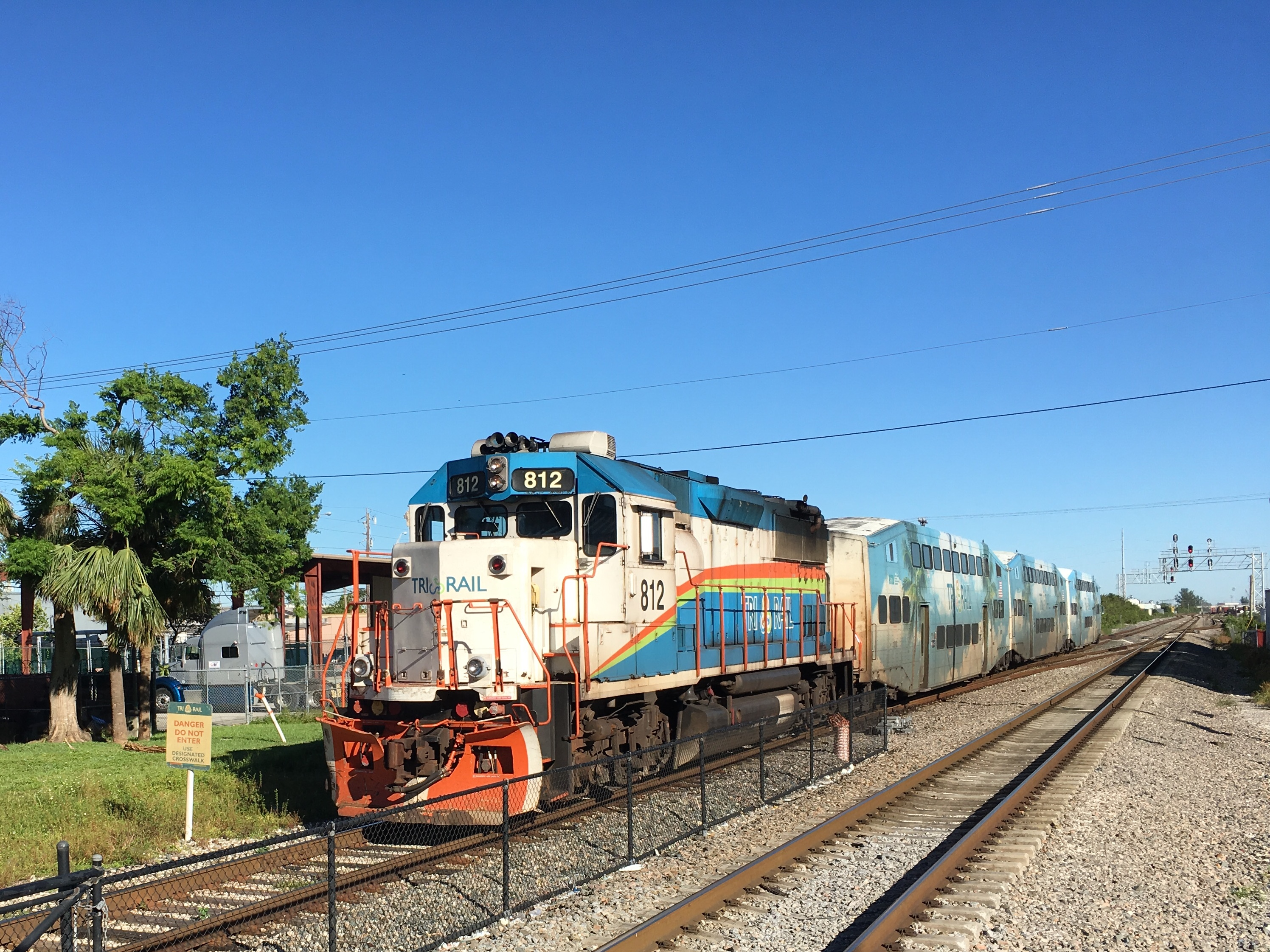
Locomotive EMD GP49H-3 avec convoi de trois voitures
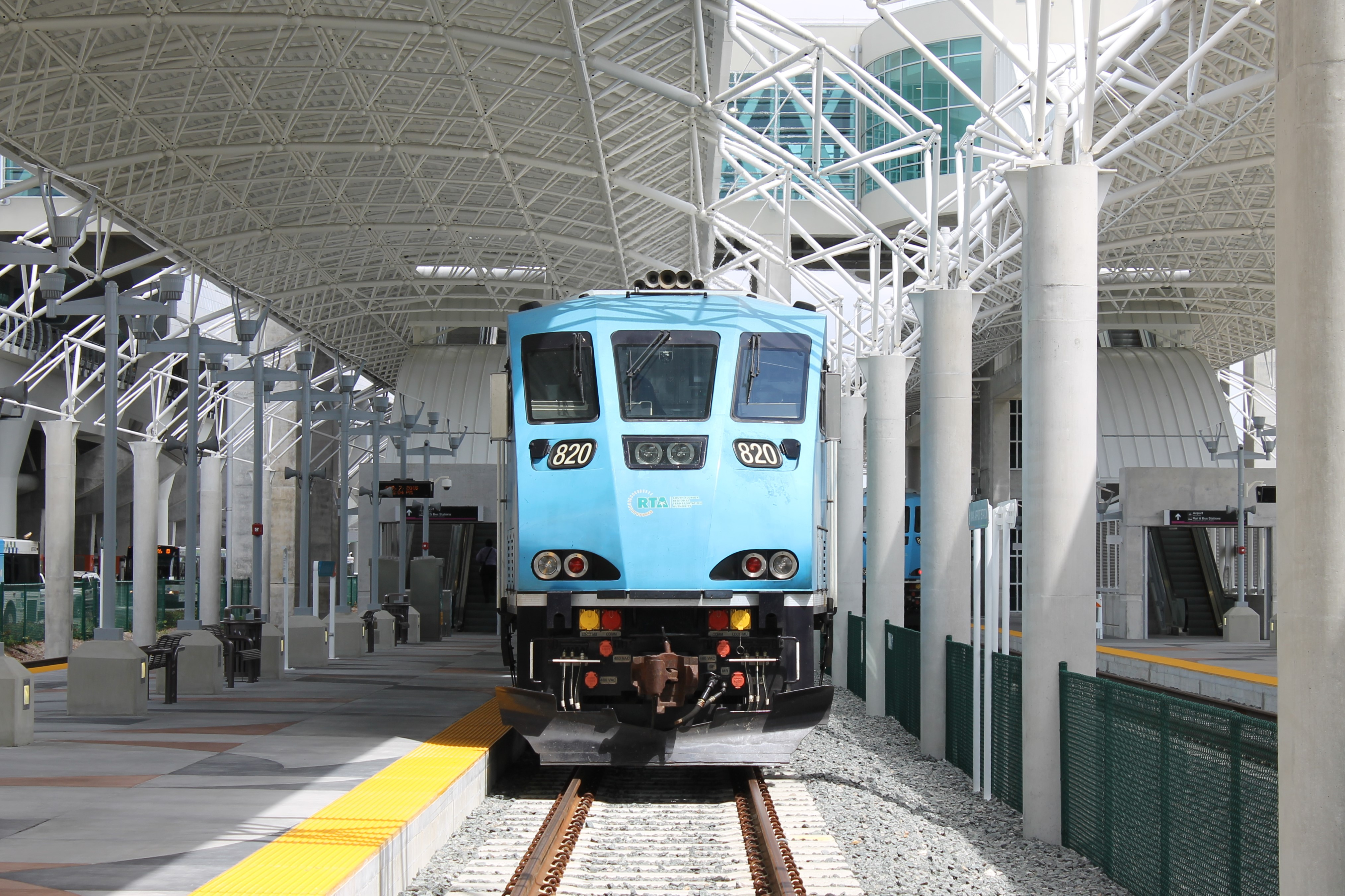
Devant d'une locomotive BL36PH à Miami International Airport
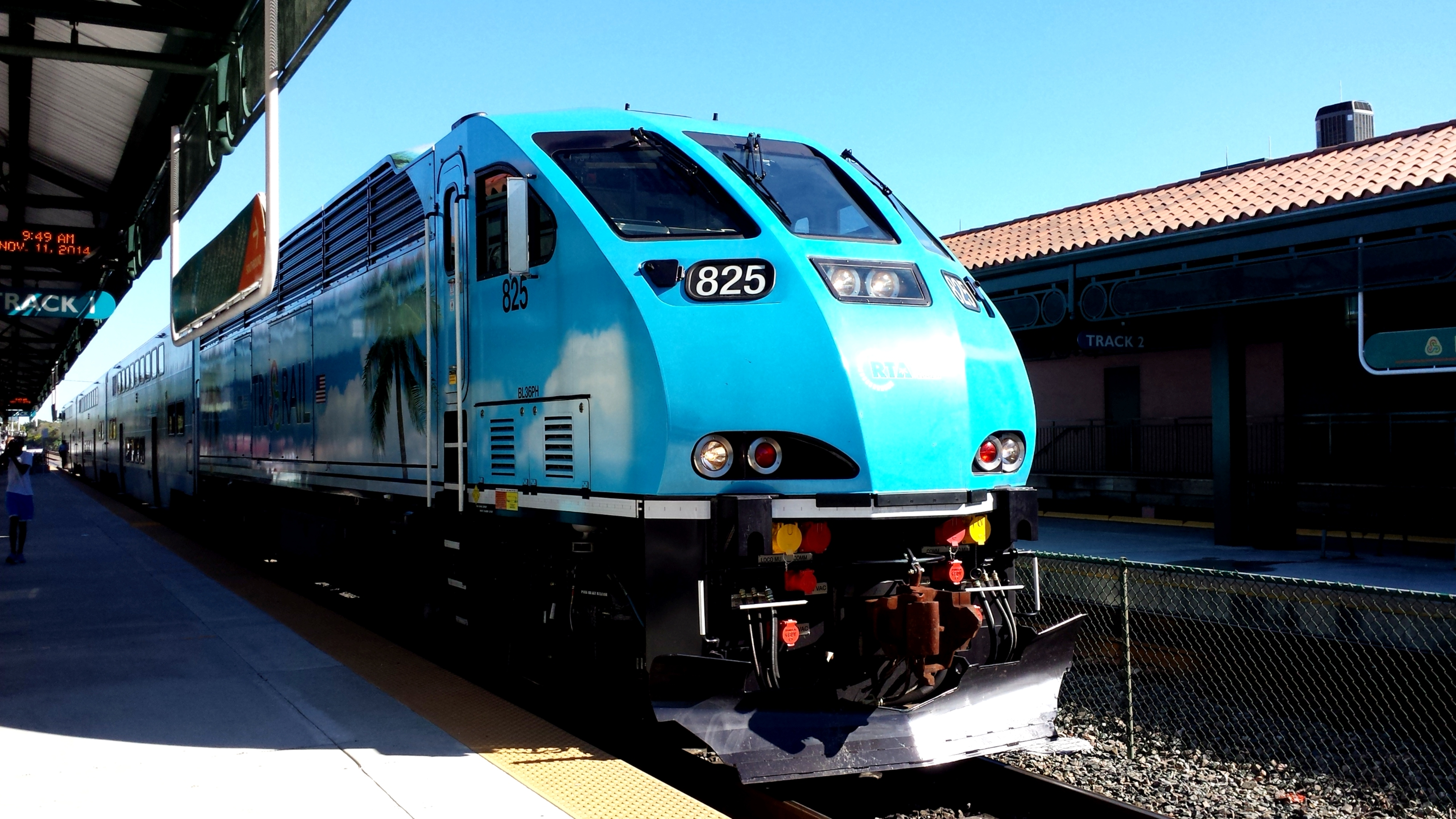
Locomotive Brookville BL36PH à Deerfield Beach

### Convois de passagers

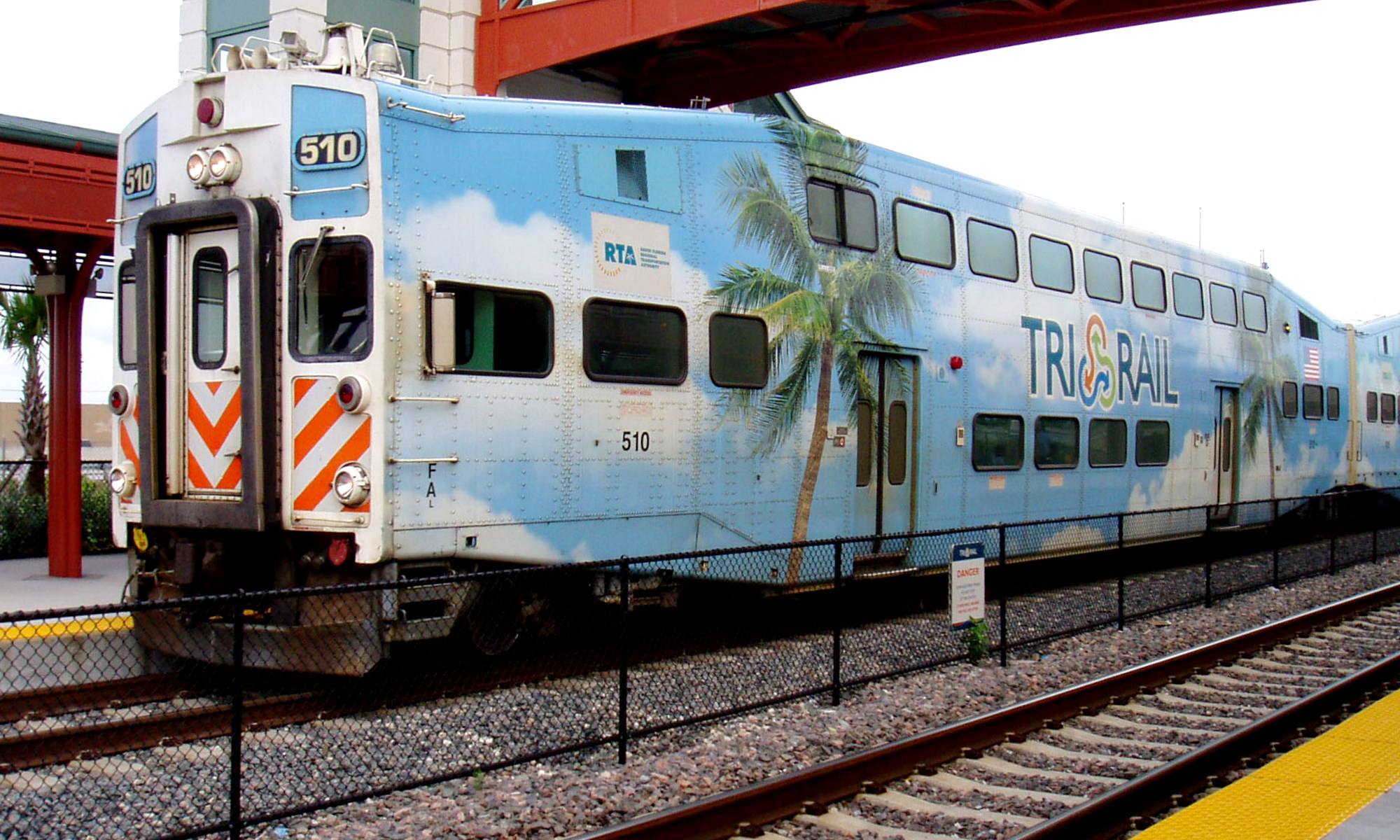
Convoi Tri-Rail 510 arrivant à Delray Beach
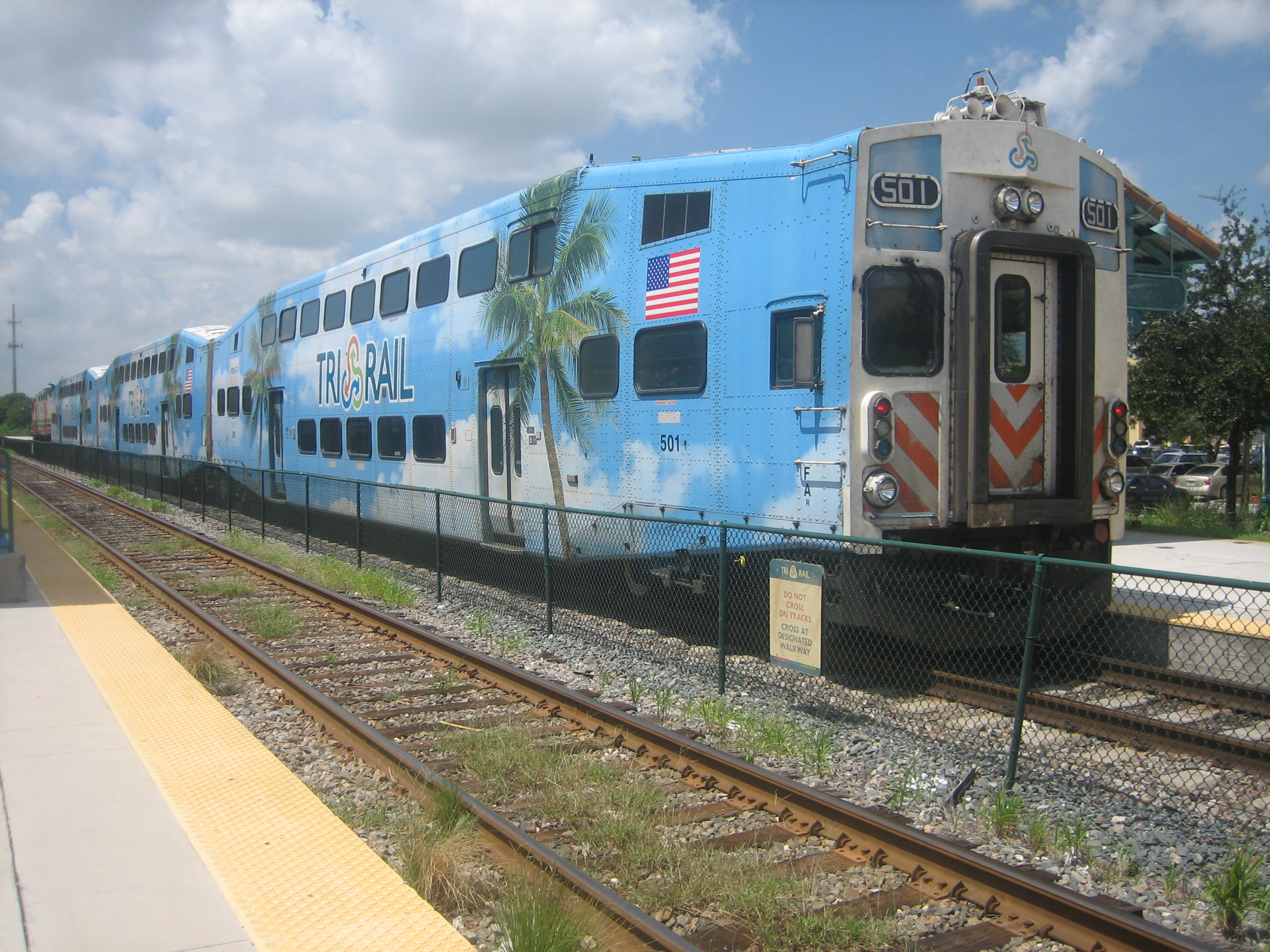
Convoi Bombardier à deux étages en service depuis 1989
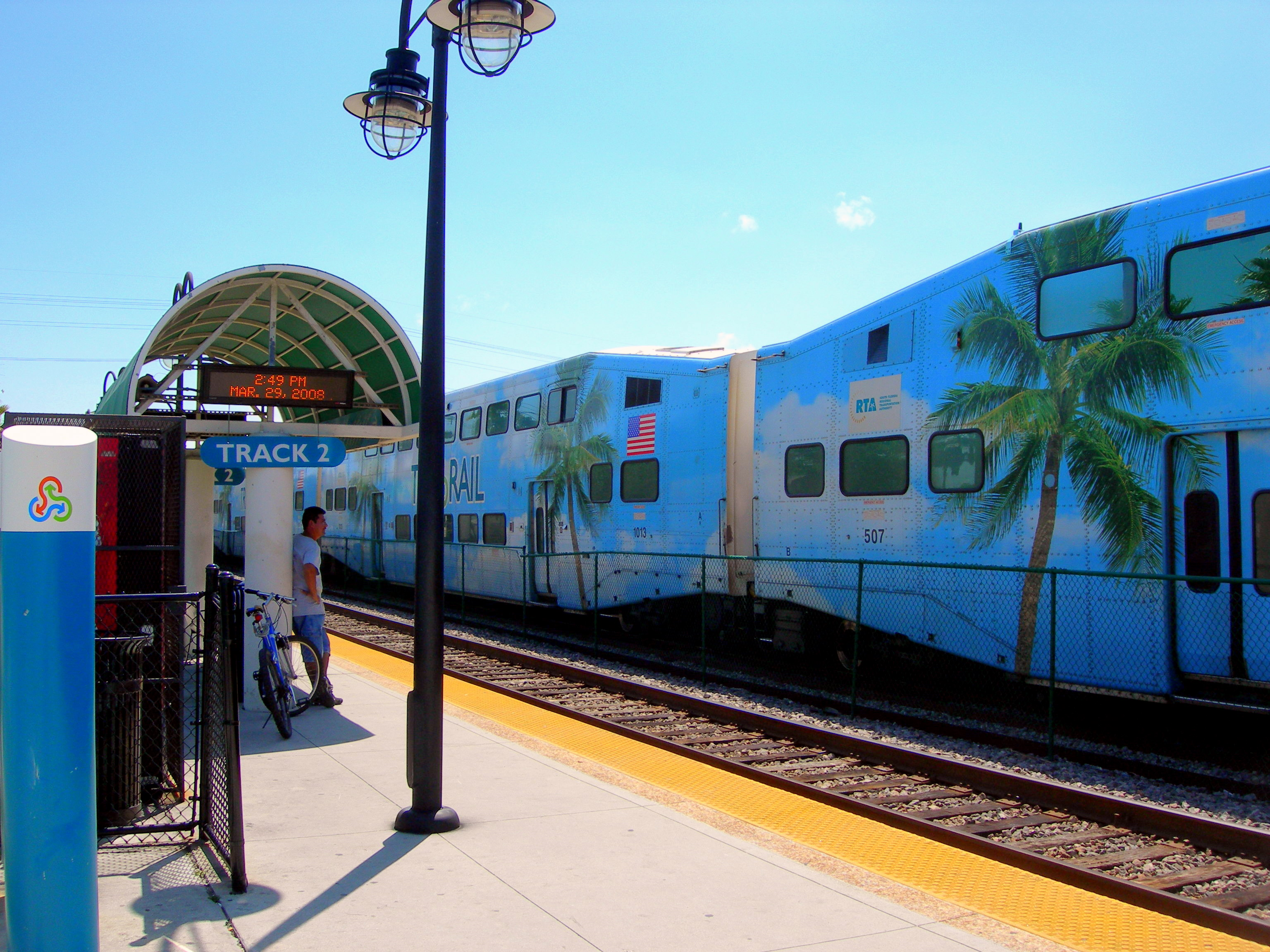
Convoi Bombardier à deux étages à Pompano Beach
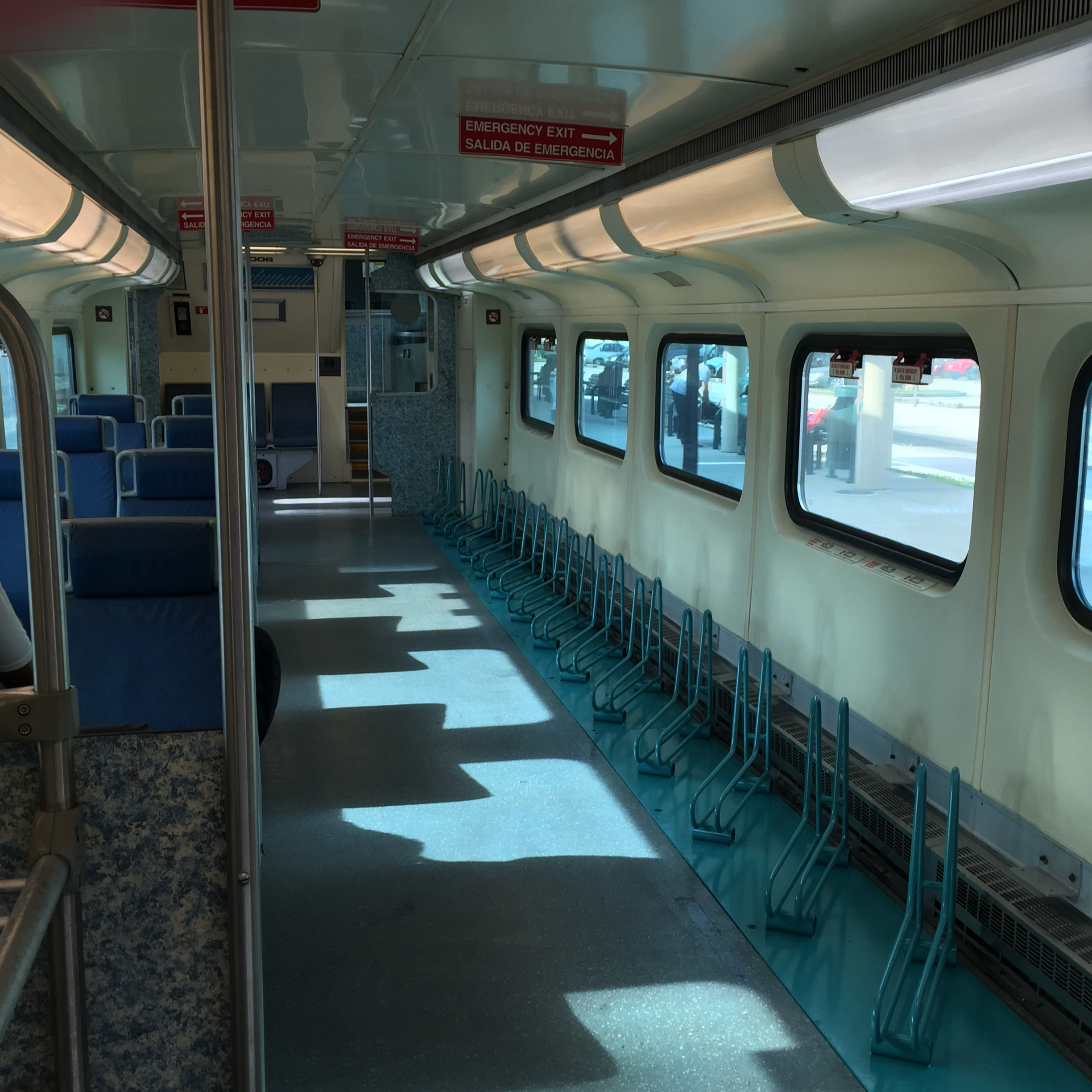
Un des convois Tri-Rail rénové pouvant accueillir 14 vélos par voiture
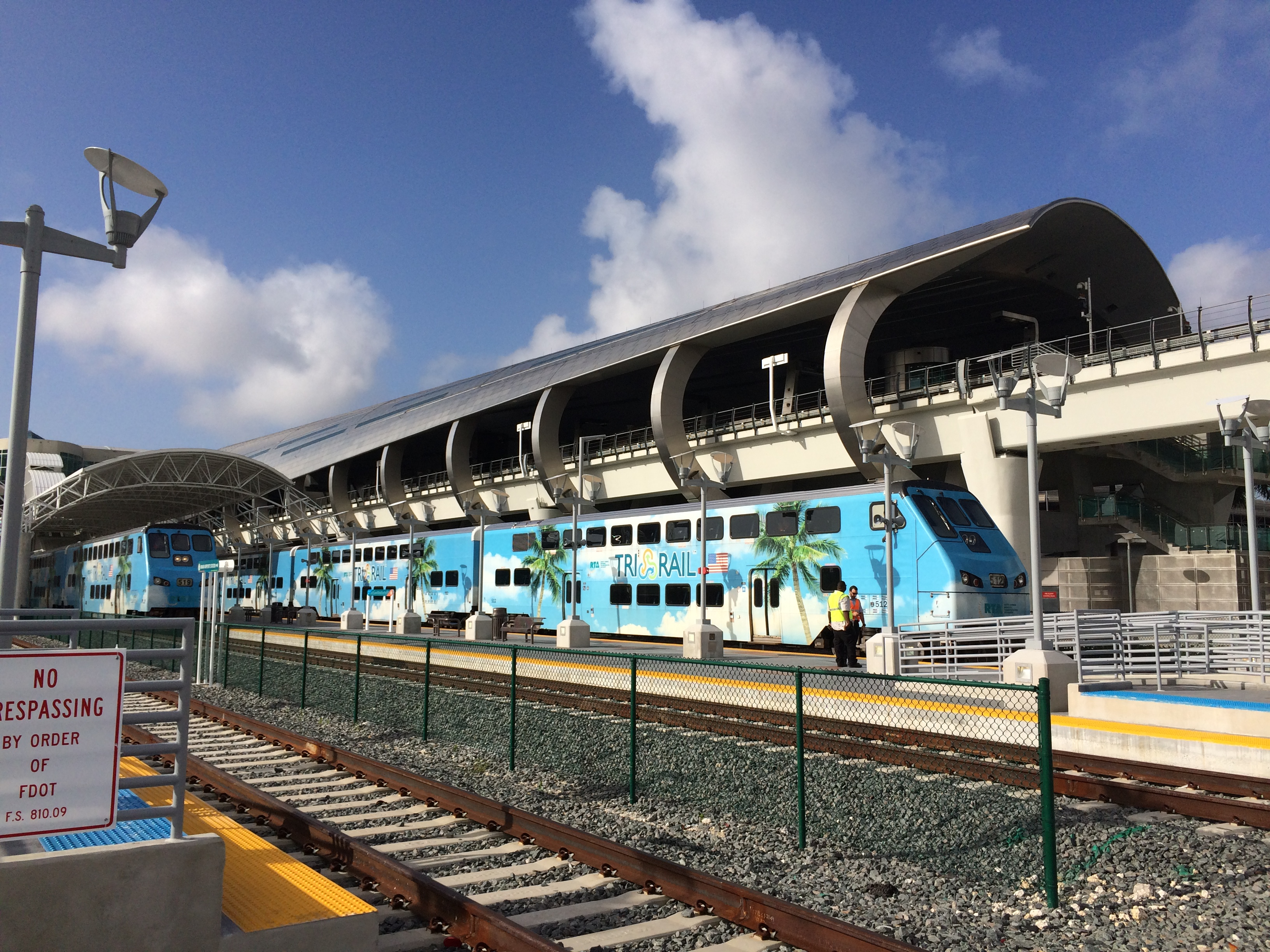
Convoi Hyundai Rotem à Miami International Airport
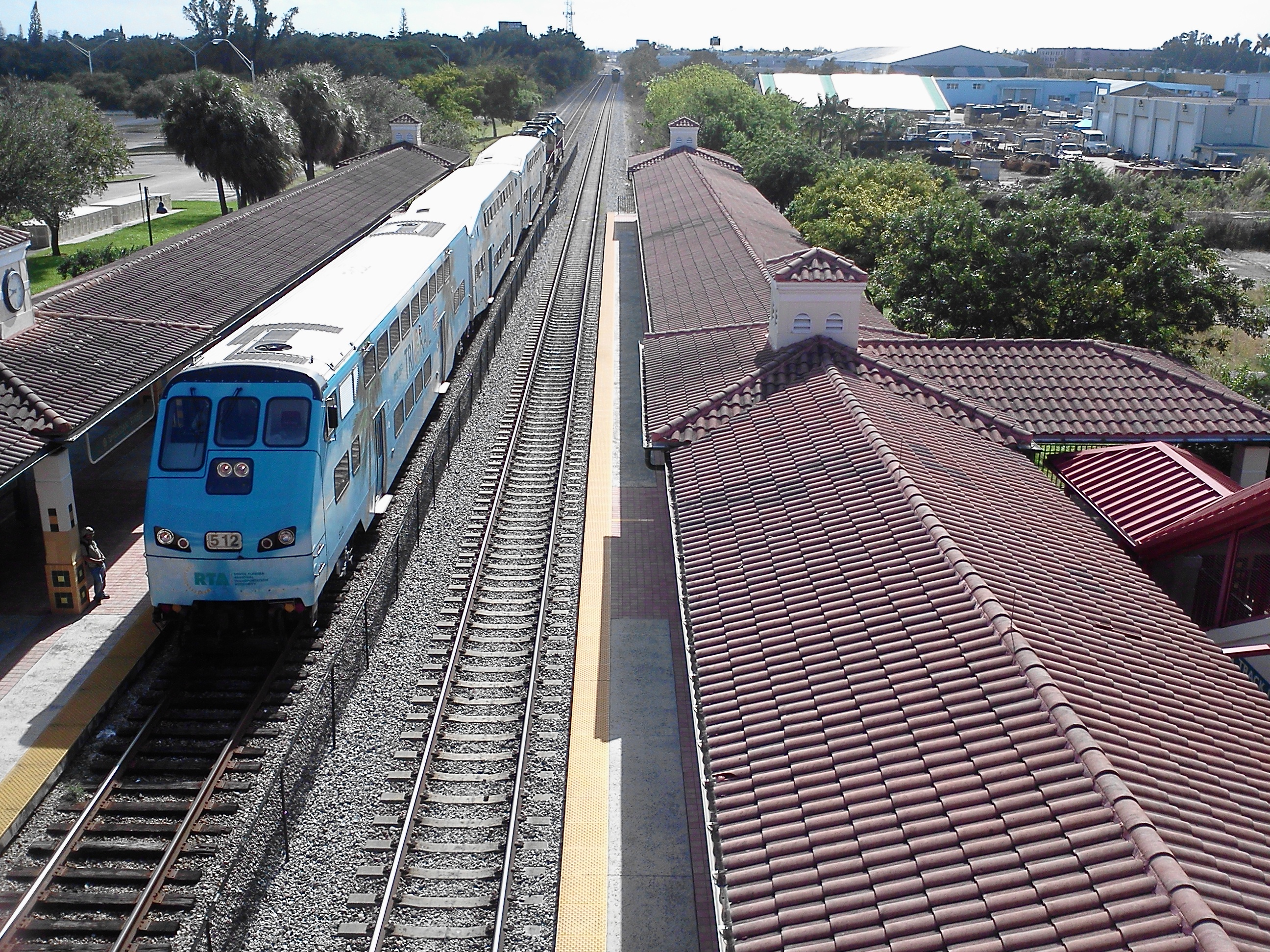
Convoi Hyundai Rotem à Hollywood
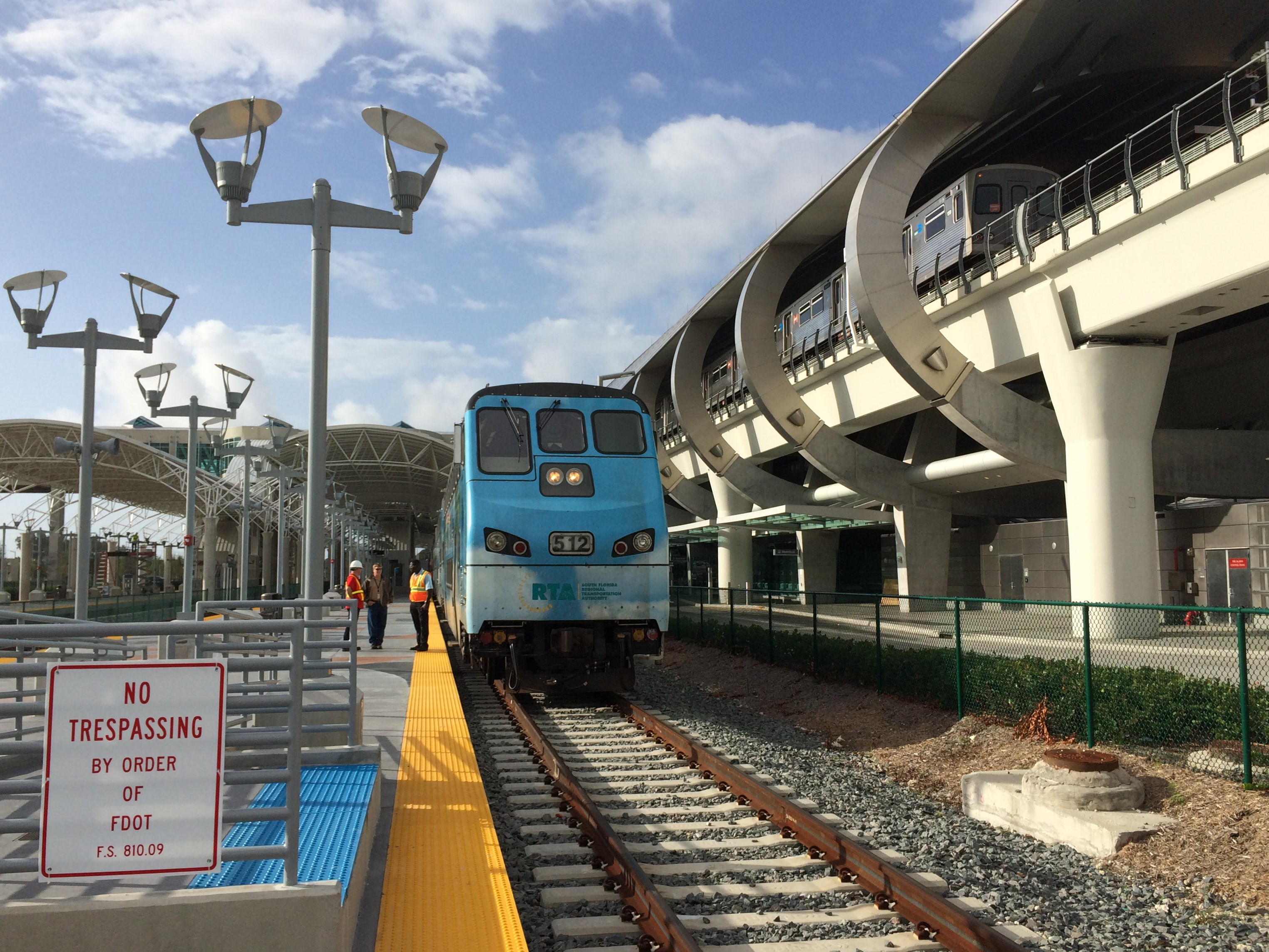
Convoi Hyundai Rotem

## Fréquentation

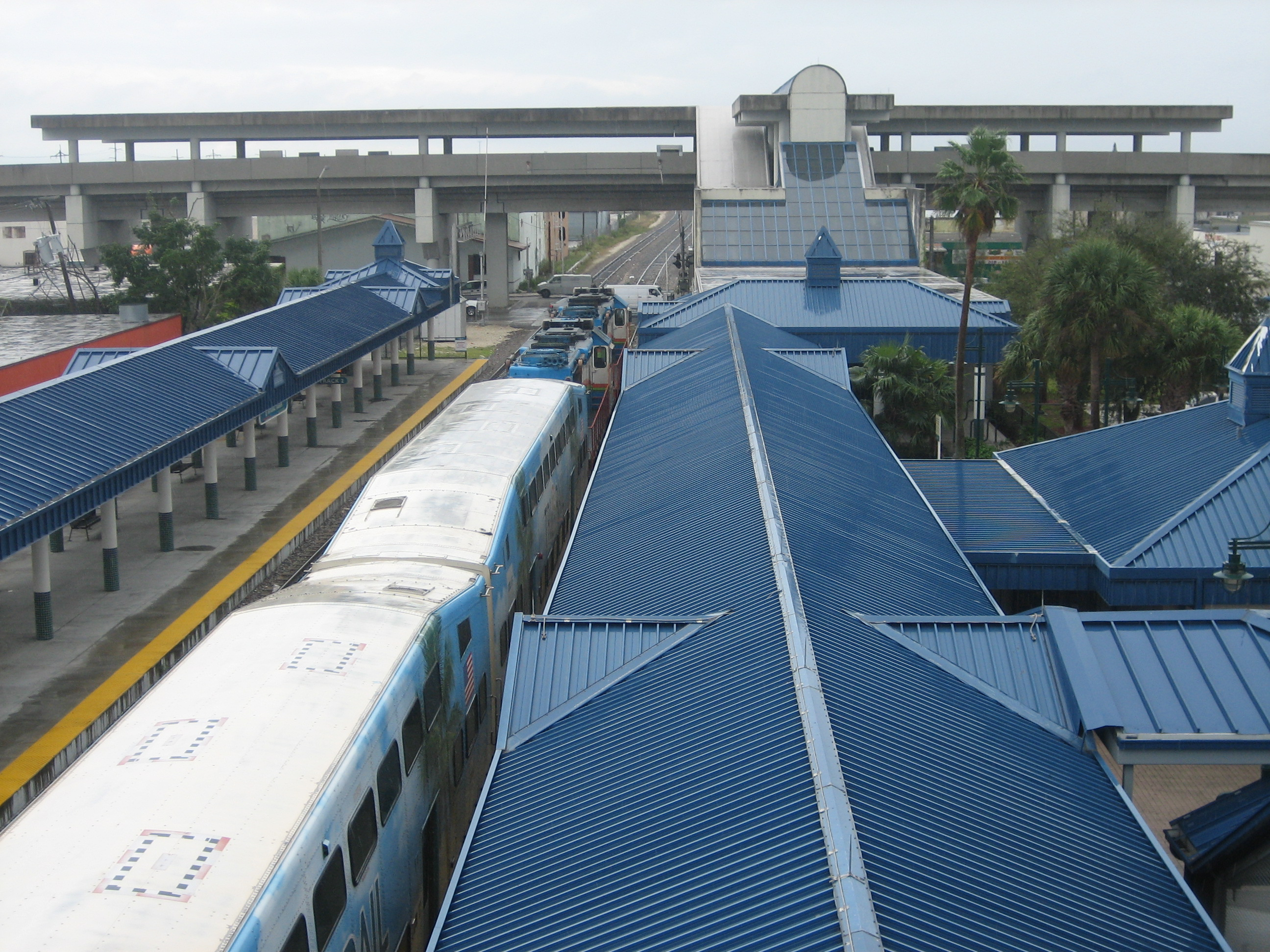
La gare de Tri-Rail and Metrorail Transfer est l'une des plus utilisées de la ligne car elle constitue une gare de correspondance entre Tri-Rail et Miami-Dade Transit.

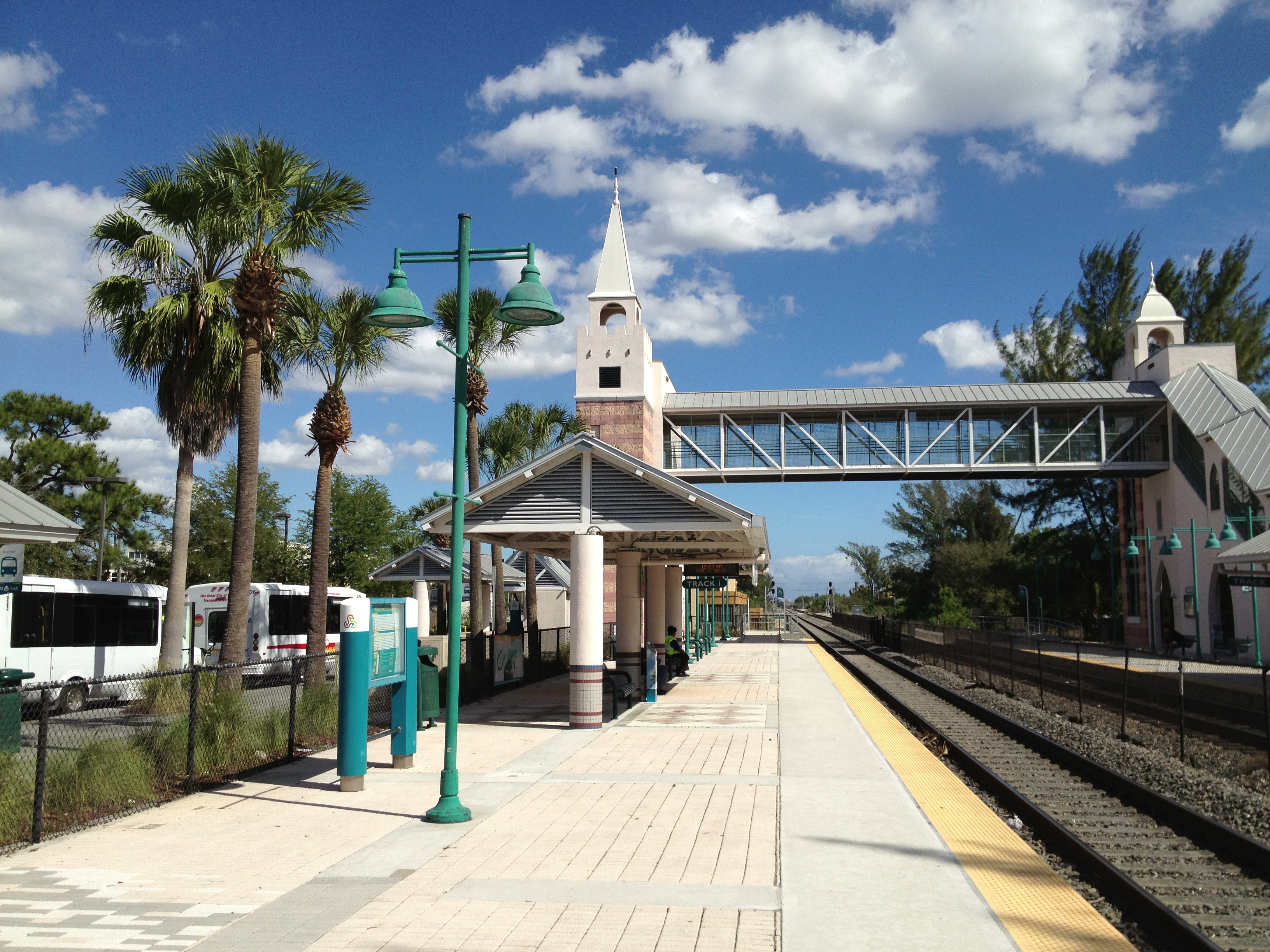
La gare d'Opa-locka possède une architecture similaire à ceux des bâtiments historiques à Opa-locka.

| Année | Passagers, Total annuel | % Change | Passagers Moyenne hebdomadaire |
| ----- | ----------------------- | -------- | ------------------------------ |
| 1995  | 2,481,200               | -        | N/A                            |
| 1996  | 2,301,400               | -7.2%    | 7,500                          |
| 1997  | 2,377,700               | +3.3%    | 8,000                          |
| 1998  | 2,215,600               | -6.8%    | 7,200                          |
| 1999  | 2,180,000               | +1.6%    | 7,300                          |
| 2000  | 2,397,900               | +10.0%   | 8,700                          |
| 2001  | 2,543,604               | +6.1%    | 8,500                          |
| 2002  | 2,629,400               | +3.4%    | 9,200                          |
| 2003  | 2,755,300               | +4.8%    | 9,200                          |
| 2004  | 2,814,800               | +2.2%    | 9,700                          |
| 2005  | 2,619,900               | -6.9%    | 8,500                          |
| 2006  | 3,177,000               | +21.3%   | 11,600                         |
| 2007  | 3,502,500               | +10.2%   | 12,600                         |
| 2008  | 4,303,600               | +22.9%   | 14,800                         |
| 2009  | 3,789,700               | -11.9%   | 12,400                         |
| 2010  | 3,645,000               | -3.8%    | 12,300                         |
| 2011  | 3,947,900               | +8.3%    | 13,300                         |
| 2012  | 4,070,700               | +3.1%    | 14,300                         |
| 2013  | 4,350,782               | +6.9%    | 14,800                         |
| 2014  | 4,389,600               | +1.0%    | 14,400                         |
| 2015  | 4,292,705               | -1.0%    | 13,900                         |
| 2016  | 4,240,699               | -1.0%    | 13,900                         |

## Incidents
Le 4 janvier 2016, un train de passagers est entré en collision avec un camion à ordures qui s'était arrêté sur un passage à niveau à la gare de Lake Worth et a déraillé. Vingt-deux personnes ont été blessées. Cela a marqué le premier déraillement en près de 27 ans d'exploitation.
Quelques jours plus tard, le 28 janvier 2016, la ligne Tri-Rail subit son deuxième déraillement à Pompano Beach, après qu'un train eut heurté des débris sur les voies entre les gares de Cypress Creek et de Pompano Beach. Cette section de la ligne est également celle où Tri-Rail est autorisé à rouler à sa vitesse d'exploitation maximal de 79 miles par heure/127 kilomètres par heure. Une blessure est signalée et la locomotive GP49H-3 n°813 ainsi que le convoi Bombardier BiLevel situé directement derrière sont sortis des rails.